# Cratichneumon annulatipes
Cratichneumon annulatipes är en stekelart som först beskrevs av Léon Abel Provancher 1886.  Cratichneumon annulatipes ingår i släktet Cratichneumon och familjen brokparasitsteklar. Inga underarter finns listade i Catalogue of Life.